# Литвинов, Владимир Иванович (адмирал)
Влади́мир Ива́нович Литви́нов (5 [17] мая 1857 — 1919) — русский офицер Русского императорского флота, адмирал с 10 апреля 1916 года.

## Биография
20 декабря 1875 года зачислен юнкером во флот. 30 апреля (12 мая) 1877 года произведен в гардемарины.
30 августа (11 сентября) 1878 года произведен в мичманы. 1 января 1883 года произведен в чин лейтенанта. 6 мая 1884 года награжден орденом Св. Станислава III степени. В 1886-1889 годах в должности вахтенного начальника клипера «Наездник» совершил кругосветное плавание. За совершение плавания 1 января 1890 года награжден орденом Св. Анны III степени.
С 9 февраля 1891 года по 3 мая 1892 года командовал пароходом «Петербург». В 1891 году пожалован кавалером французского ордена Почётного легиона. 15 августа 1892 года назначен командиром миноносца «Гогланд». 24 октября 1893 года назначен старшим офицером крейсера «Забияка». 6 декабря 1894 года «за отличие» произведен в чин капитана второго ранга. 30 января 1895 года назначен старшим офицером крейсера «Адмирал Корнилов». 22 сентября 1895 года «за совершение 20-ти морских кампаний» награжден орденом Св. Владимира IV степени с бантом. 
С 6 декабря 1895 года по 31 августа 1896 года командовал крейсером 2-го ранга «Джигит». 
В 1897 году окончил курс Военно-морских наук Николаевской морской академии. 6 декабря 1897 года назначен командиром канонерской лодки «Туча».
28 июня (10 июля) 1899 года назначен командиром броненосца береговой обороны Лава». 14 сентября 1899 года назначен командиром крейсера «Боярин».  
6 (19) декабря 1901 года произведен в чин капитана первого ранга. В том же году пожалован командором II класса ордена Данеброга.
С 30 апреля 1901 года по 7 ноября 1905 года командовал императорской яхтой «Штандарт». 8 сентября 1901 года удостоился Высочайшей благодарности за совместное плавание яхты «Штандарт» и крейсеров «Светлана» и «Варяг» за границу. 1 октября 1901 года утверждено пожалование прусским орденом Короны II класса. 7 ноября 1905 года назначен командиром эскадренного броненосца «Ростислав» и 35-го флотского экипажа.
Со 2 октября  1906 года по 14 июля 1908 года занимал должность командира Свеаборгского порта. 
5 октября 1907 года произведен в чин контр-адмирала. 14 июля 1908 года назначен начальником Балтийского отряда.
После катастрофического землетрясения  28 декабря 1908 года  первыми в Мессину прибыли корабли Гардемаринского отряда Балтийского флота броненосцы «Цесаревич», «Слава», броненосный крейсер «Адмирал Макаров»  и чуть позже — бронепалубный крейсер «Богатырь». Они входили в учебный отряд под командованием контр-адмирала В. И. Литвинова, совершавший плавание по Средиземному морю, и в момент землетрясения находились в порту Аугуста на Сицилии. За участие в спасении людей правительством Италии 1910 году контр-адмирал Литвинов был награжден Большим Крестом ордена Итальянской Короны.
С 1910 по 1911 год — начальник судов 1-го резервного отряда Балтийского моря.
14 марта 1911 года назначен членом Адмиралтейств-совета с производством в чин вице-адмирала. 22 марта 1915 года награжден орденом Св. Владимира II степени.  10 июня 1916 года произведен в чин адмирала.
Исповедовал православие. Был женат, имел двоих детей (1916). Владел французским языком.
Получал вознаграждение за длительное командование судами 1-го и 2-го рангов в размере 540 рублей в год.
Предположительно, был убит в 1919 году в Киевской губернии бандитами.

## Отличия
- Французский орден Почётного легиона Кавалерского креста (1891).
- Аннамский орден Дракона офицерского знака (1894).
- Орден Святого Владимира 4-й степени с бантом за 20 морских кампаний (1895).
- Серебряная медаль «В память царствования императора Александра III» (1896).
- Французский орден Почётного легиона офицерского креста (1897).
- Серебряная медаль в память Священной Коронации Их Императорских Величеств (1898).
- Датский орден Данеброга командорского креста и орден Данеборга командорского креста 2-го класса (1901).
- Французский орден Чёрной звезды большого офицерского креста (1902).
- Орден Святого Владимира 3-й степени (1905).
- Орден Святого Станислава 1-й степени (1909).
- Памятный знак 100-летнего юбилея Свеаборгской крепости (1909).
- Кавалер Большого креста ордена Короны Италии (1910).
- Золотая медаль «За спасение жителей Мессины 28 декабря 1908 года» (1911) и серебряная медаль «За спасение погибавших» (1911).
- Орден Святой Анны 1-й степени (1912).
- Светло-бронзовая медаль «В память 100-летия Отечественной войны 1812» (1912).
- Наследственный нагрудный знак и светло-бронзовая медаль «В память 300-летия царствования дома Романовых» (1913).
- Орден Святого Владимира 2-й степени (22.3.1913) с 1.1.1915.
- Светло-бронзовая медаль «В память 200-летия морского сражения при Гангуте» (1915).
- Светло-бронзовая медаль «За труды по отличному выполнению всеобщей мобилизации 1914» (1915).